# Камышла (Самарская область)
Камышла́ (тат. Камышлы) — село в  Самарской области России. Административный центр Камышлинского района.

## Этимология
Название поселения Камышла переводится с тюркских языков как «камышовая » из-за зарослей камышей.

## География
Село расположено на реке Сок (приток Волги), в 190 км северо-восточнее Самары, в 25 км от ж/д станции в Клявлино и в 6 км от трассы М5 «Урал».

## История
По некоторым данным основано село в 1580 году.
В июне 1981 года в районе села был обнаружен 1,5-килограммовый метеорит, названный «Камышла».

## Население
| 1959 | 2002  | 2010  | 2021  |
| ---- | ----- | ----- | ----- |
| 4298 | ↗4826 | ↗4889 | ↘4784 |

Около 90 % населения — татары.

## Инфраструктура
Асфальтобетонный завод, молокозавод, ПТУ, школа, коррекционная школа-интернат.

## Религия
В селе три мечети.